# ピザーラ

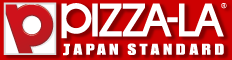
「ピザーラ」のロゴマーク

ピザーラ（PIZZA-LA）は、日本の宅配ピザチェーン。株式会社フォーシーズが経営している。
チェーン名は「ピザ」と「ゴジラ」に由来しており、「世界を席巻する日本発のコンテンツになって欲しい」との願いをこめて「ピザ (Pizza)」と「ゴジラ (Godzilla)」を合体させた。マスコットキャラクターは「ピザーラくんとトッピングス」。

## 概説
株式会社フォーシーズ会長・淺野秀則は、映画『E.T.』に登場したピザ宅配事業（ドミノ・ピザ）に注目、1985年（昭和60年）に日本国内で営業を開始したばかりのドミノ・ピザにフランチャイズ加盟を申請するも、直営店主義を理由に断られる。そこで、自ら宅配ピザチェーンを設立することを決意し、1987年4月に東京・目白でピザーラ1号店をオープン。その後、1989年12月の秋田県秋田市の土崎店を皮切りに全国展開を開始した。1991年からは「ピザーラお届け!!」の印象的なフレーズが使用されたテレビCMを放映開始、淺野はCMを重視しその後も話題の俳優やタレントを起用している。
フランチャイズ方式を基本として店舗拡大を行い、2012年には日本国内で552店舗（業界1位）、2023年9月には福井県、鳥取県、島根県、高知県、佐賀県を除く42都道府県で展開している。

### ピザーラエクスプレス
「より多くの方に手軽に楽しんでもらいたい」というコンセプトから誕生した、イートインスタイルの店舗。1ホール単位で注文するデリバリースタイルと異なり、1ピースからピザを注文できる。主にショッピングセンターやレジャー施設などに出店しているが、球場内などの一部店舗は期間限定営業となっている。
テーマパークへの出店
山梨県にある富士急ハイランドでは、人気アトラクションのひとつ「トンデミーナ」を提供している。回転する円盤をピザに見立てており、それを支えるアームなどの至る所に「PIZZA-LA」ロゴが描かれている。また、アトラクションに隣接するピザーラエクスプレスでは、富士急ハイランド店限定の長いソーセージを乗せたピザ「トンデミーナ」や、富士山を模した「フジヤマピザ」が販売されている。なお、「トンデミーナ」は一時期デリバリーで販売されていた事がある。2021年6月から2022年4月のアトラクション移設工事期間中は、下記のピザーラキャラバンが出店していた。
さらに2006年10月5日、アーバンドック ららぽーと豊洲に開業した、キッザニア東京内のピザショップのスポンサーとなっており、子供たちによるオリジナルピザの調理体験をサポートしている。

### ピザーラキャラバン
ピザの材料とピザ窯を搭載した専用のキッチンカーでピザを提供している。キャラバン隊が向かう先は紋別郡湧別町のオホーツク海、長崎県新上五島の離島、鹿児島の離島、静岡県賀茂郡南伊豆町の伊豆半島最南端や香川県の小豆島、伊豆諸島の八丈島 などの、ピザーラの配達範囲外で営業している事が多い。テレビCM等で配達地域外でも知名度は高いため、キャラバン隊が行く度に長蛇の行列が出来るという。

### ピザーラスタイル
2020年より開始したピザーラのテイクアウト専門店。主にスーパーマーケット内に出店している。

## 株式会社フォーシーズ

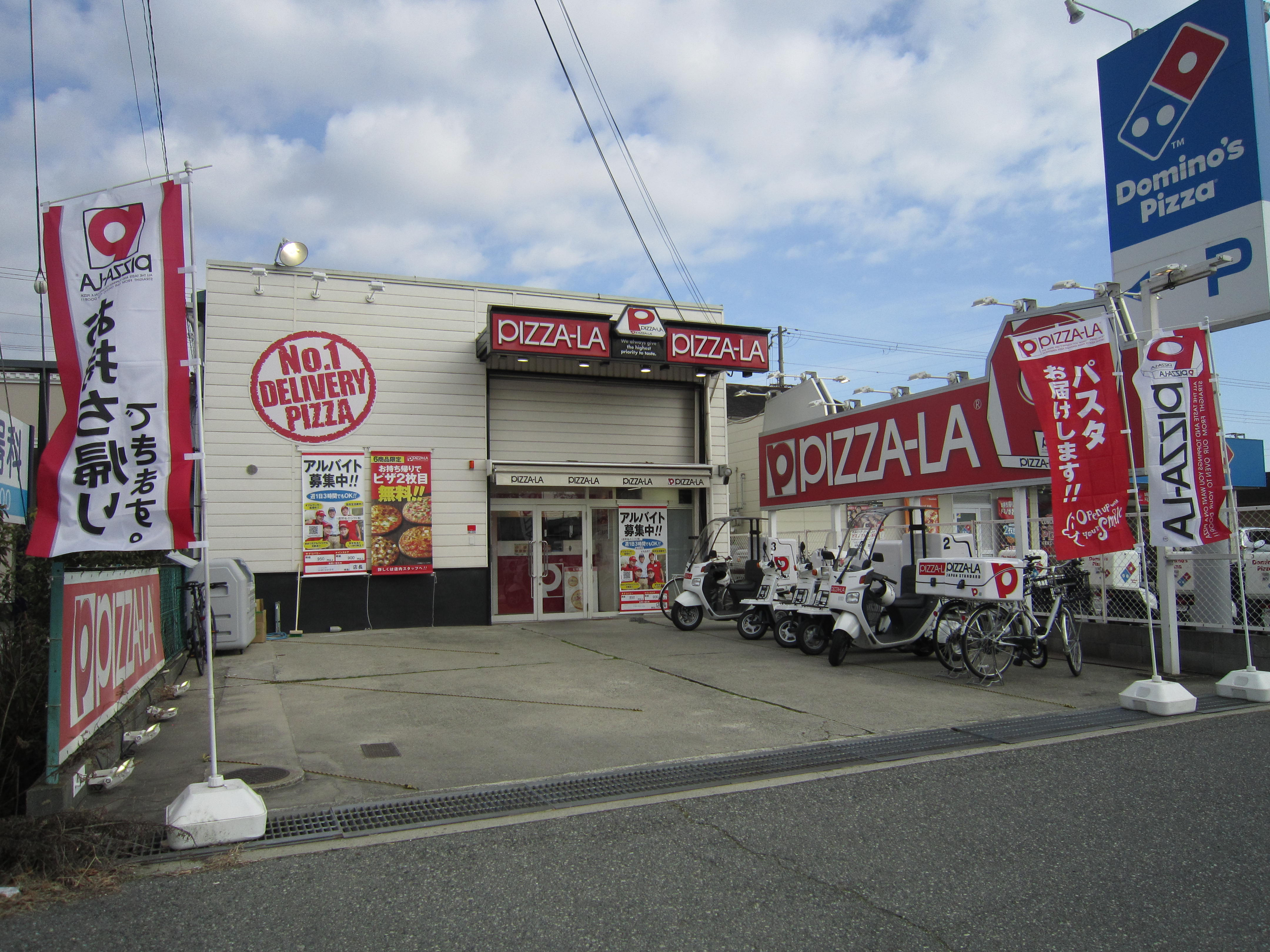
ピザーラ姫路店（兵庫県姫路市）

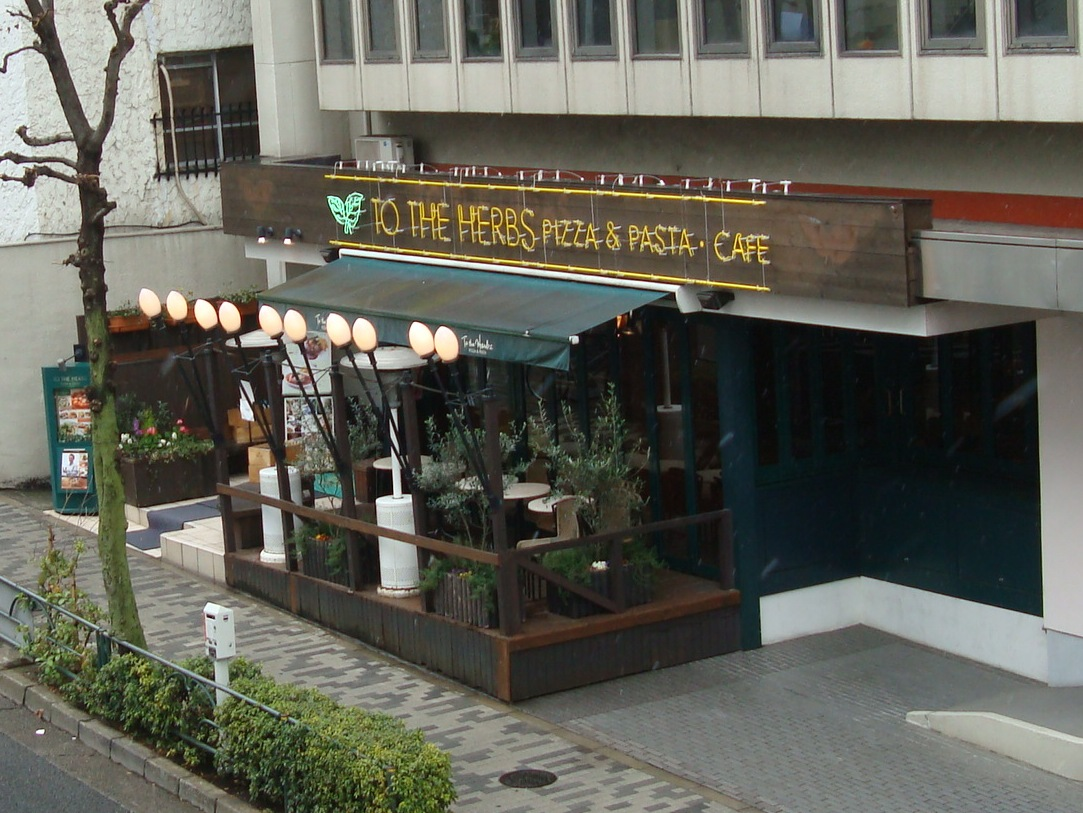
トゥーザハーブズ外苑店（東京・原宿）

ピザーラを経営する株式会社フォーシーズは、「トゥ・ザ・ハーブズ（TO THE HERBS）」（後述）や宅配寿司チェーンの「柿家すし（かきやすし）」など多様な事業展開を行っている。
その他マリンスポーツ、特にヨットレースへの支援を積極的に行っており、1993年から2004年にかけて「ニッポンカップ国際ヨットマッチレース」の冠スポンサーとなったほか、1996年からはピーター・ギルモアを艇長（スキッパー）としたヨットチーム「ピザーラセーリングチーム」の運営も行っている。
2008年5月には、パエリア等を宅配する「VIVAパエリア」を開始した。なお、「VIVAパエリア」の商品もピザーラが配達する。

### トゥ・ザ・ハーブズ
フォーシーズが経営するピザとパスタ専門のレストランチェーン。直営19店舗、FC9店舗の全国28店舗を展開している。

## 広告

### CM出演者
- 松田聖子
- 岡本夏生
- 有田気恵
- 内山信二
- 高野拳磁
- ブラザー・コーン
- 藤谷美和子
- 天地真理
- ボブ・サップ - 2003年
- 紗栄子
- オリエンタルラジオ - 2006年から2007年まで起用。
- 関根麻里
- Buono! - 2008年から2013年まで起用。2012年夏のライブイベントの冠スポンサーとなった。
- 遠藤憲一 - 2014年（ピザブラックの社長・クロダゼニゾウ役）[5][6]
- マツコ・デラックス - 2015年11月から [7] 2017年10月頃まで
- 丁田凛美 - 2016年[8] 。（マツコの分身『コマツコ』役）
- 米村姫良々・山﨑夢羽 - 2017年[9]。（いずれも当時ハロプロ研修生。丁田凛美とともにマツコと共演）
- 出川哲朗 2017年11月から[10] 2019年10月頃まで。
- アンジュルム（佐々木莉佳子・上國料萌衣・船木結・伊勢鈴蘭） - 2017年から[11][12][13][14] 2019年10月頃まで。マツコ、出川と共演。
- 成田凌 - 2019年11月 - 2022年[15][16]。
- 美 少年（ジャニーズJr.）那須雄登・浮所飛貴 - 2022年3月5日から[17]。
  - 美 少年（ジャニーズJr.） - 2022年7月2日 - 12月[18]。
- サンドウィッチマン（2022年11月26日 - 2023年）[19][20][21]
- 角田晃広（東京03）（2023年11月3日 - 2024年）[22][23][24]
- 超ときめき♡宣伝部（2024年7月6日 - ）[24][25]
- さかなクン（2024年11月9日 - ）[25]

### スポンサー
- ダウンタウンのガキの使いやあらへんで - 火曜深夜放送時代のスポンサー。
- 北野ファンクラブ - 金曜深夜放送開始当初からのスポンサーであり、また番組内でビートたけしがトークで社長をネタにしていた。その後たけしの弟子だった秋山見学者が熱海店の店長となる。
- 埼玉西武ライオンズ - 西武ライオンズ時代の2004年から2007年までスポンサーとして、打者のヘルメットに広告ステッカーが貼付されていた。
- あたしンち - キャンペーンキャラクターには起用されていないが、メインスポンサー（関東地区）であった。
- ママはぽよぽよザウルスがお好き - キャンペーンキャラクターには起用されていないが、番組スポンサーについていた期間があった。
- ボウリング革命 P★League - メインスポンサー。但し、BS日テレのみで、日テレジータスではスポンサーに付かない。
- 冒険王ビィト、たまごっち!、かみさまみならい ヒミツのここたま - いずれもキャンペーンキャラクターには起用されていないが、番組スポンサーについていた。

### タイアップ
- 交響詩篇エウレカセブン - タイアップの関係から、作品中にピザーラのピザやロゴが登場している。
- Go! (映画) - 2001年の日本映画。特別協力。
- ハンゲーム - 2007年8月にタイアッププロモーションしていた。
- パズドラZ - 2013年12月にタイアッププロモーションしていた。
- フューチャーカード バディファイト - 2015年から2018年までの春にタイアッププロモーションしていた。
- 日産・エクストレイル（T32型）- ピザーラとのコラボレーション企画「THE XTREME DELIVERY」を展開していた。
- 僕のヒーローアカデミア THE MOVIE 〜2人の英雄〜 - 2018年に公開に合わせてタイアッププロモーションしていた。
- ハクション大魔王2020 - 作中に登場するアクビちゃんの好物であるピザのオリジナルレシピを「アクビちゃんオリジナルピザレシピコンテスト」で募集した。

### キャンペーンキャラクター
- とっとこハム太郎 - 2001年から2005年までスペシャルパックのキャラクターに起用されていた。
- ポケットモンスター ベストウイッシュ - 2011年から2013年夏までスペシャルパックのキャラクターに起用されていた。
- 妖怪ウォッチ - 2014年夏から2017年冬までスペシャルパックのキャラクターに起用されていた。
- すみっコぐらし - 2018年冬、2019年夏よりスペシャルパックのキャラクターに起用されている。

## 不祥事
2013年8月24日、フランチャイズ店舗のピザーラ東大和店（東京都東大和市）のアルバイト従業員2名（いずれも未成年）が店内のシンク・冷蔵庫に入っている画像がインターネット上に公開されていることが、外部からの通報により発覚した。同日に当該従業員が携帯電話向けブログに投稿したものが（第三者によって）Twitterや掲示板等に転載されたと見られ、（運営会社の）フォーシーズは事実関係を確認の上、翌25日東大和店を営業停止とし、保存食材の廃棄および当該シンク・冷蔵庫の消毒清掃を実施した。更に、同30日時点でこの2名が解雇されたことが判明した。ピザーラ東大和店のフランチャイジーだった企業はその後信頼失墜に陥り、2015年10月に事業停止に追い込まれ、2016年7月27日に東京地方裁判所から破産手続開始決定を受けた。その後フランチャイジーだった企業は2016年12月14日に法人格が消滅した。
また当該従業員らは2013年8月23日未明、西友河辺店（東京都青梅市）においても食品陳列棚等に侵入し、その画像をブログに投稿していた事が判明している。

## テレビ番組
- 日経スペシャル カンブリア宮殿 日本生まれ"宅配ピザ"王者の真髄 手間を惜しまず旨さを追求せよ!（2013年11月14日、テレビ東京）[35]

## 関連書籍
- 『ピザーラおとどけ!! PIZZA-LAはなぜ成功したのか』（著者:鶴蒔靖夫）（1997年5月29日、IN通信社）ISBN 4872181336
- 『ピザーラ成功の方程式』（著者:淺野秀則）（2001年9月4日、講談社）ISBN 4062108739